# Borat: Cultural Learnings of America for Make Benefit Glorious Nation of Kazakhstan
Borat: Cultural Learnings of America for Make Benefit Glorious Nation of Kazakhstan er en britisk filmkomedie fra 2006, med den britiske komiker Sacha Baron Cohen i hovedrollen som den skøre kasakhstanske journalist Borat. Borat-figuren blev kendt igennem Baron Cohens TV-serie Da Ali G Show, og er en uciviliseret, racistisk og mandschauvinistisk journalist. Baron Cohen har valgt at lave alt reklamearbejde i forbindelse med filmen som figuren Borat.
Filmen blev nomineret til en Oscar for bedste filmatisering til Oscaruddelingen 2007.

## Handling
Borat Sagdiyev fra landsbyen Kuzcek, der ligger i Kasakhstan, tager til USA for at lave en dokumentarfilm om »verdens bedste land«. Hurtigt i løbet af indspilningen viser det sig imidlertid at han bliver mere interesseret i at gifte sig med Pamela Anderson end i selve filmarbejdet.

## Kontroverser med medvirkende
Mange af dem, der optræder i filmen, fik aldrig den rette sammenhæng at vide, men opdagede først, at det var en fup-dokumentar, da filmen kom frem. Det har rejst kritik af filmselskabets etik og ført til flere sagsanlæg.
For eksempel er de indledende scener optaget i den meget fattige sigøjnerlandsby Glod i Rumænien. Her blev beboerne betalt 3 US dollars om dagen for at medvirke i filmen, som de fik at vide var en dokumentar om de hårde forhold i landsbyen. Ingen forstod engelsk og forstod heller ikke, at de bliver præsenteret som en flok primitive bønder, der dyrker incest i flæng. En handicappet mand fik monteret et sexlegetøj på den manglende arm, uden at vide hvad det var. Da ingen i landsbyen har råd til at gå i biografen i nabobyen, kendte ingen til filmen, før journalister fra England og USA opsøgte dem og forklarede baggrunden. Landsbyboerne valgte herefter at lægge sag an mod filmselskabet.

## Rolleliste
| Skuespiller       | Rolle          |
| ----------------- | -------------- |
| Sacha Baron Cohen | Borat Sagdiyev |
| Ken Davitian      | Azamat Bagatov |
| Luenell           | Luenell        |
| Pamela Anderson   | Sig selv       |